# Kisosaki, Mie
Kisosaki (木曽岬町 Kisosaki-chō) là thị trấn thuộc huyện Kuwana, tỉnh Mie, Nhật Bản. Tính đến ngày 1 tháng 10 năm 2020, dân số ước tính thị trấn là 6.023 người và mật độ dân số là 380 người/km2. Tổng diện tích thị trấn là 15,74 km2.